# Mîkilske, raionul Poltava, regiunea Poltava
Mîkilske (în ucraineană Микільське) este localitatea de reședință a comunei Mîkilske din raionul Poltava, regiunea Poltava, Ucraina.

## Demografie
Componența lingvistică a localității Mîkilske
     Ucraineană (94,21%)
     Rusă (3,92%)
     Alte limbi (0,34%)
Conform recensământului din 2001, majoritatea populației localității Mîkilske era vorbitoare de ucraineană (94,21%), existând în minoritate și vorbitori de rusă (3,92%) și armeană (1,36%).